# ヘリット・ルンデンス

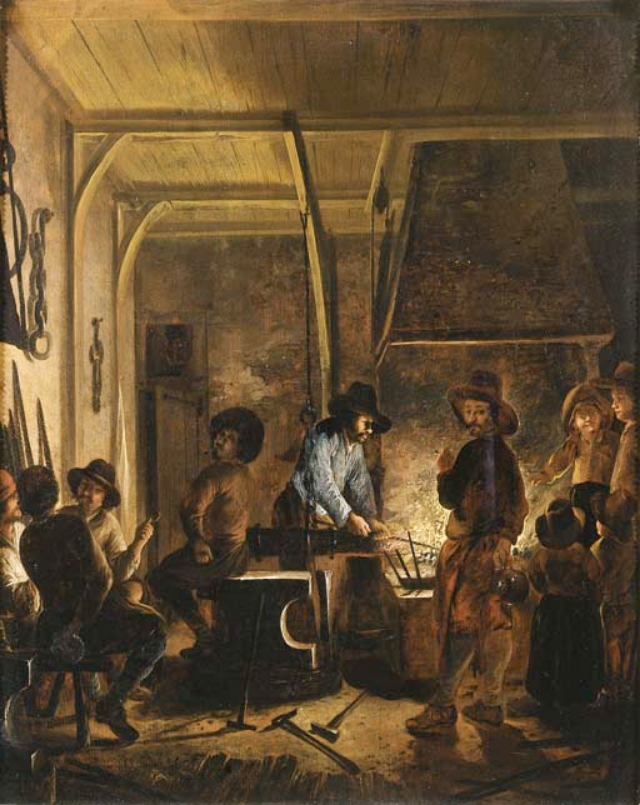
仕事をする鍛冶屋

ヘリット・ルンデンス（Gerrit Lundens、1622年9月27日（洗礼日）- 1686年7月11日（埋葬日）は、オランダの画家である。風俗画や肖像画を描いた 。著名な画家の模写作品も残した。

## 略歴
アムステルダムで布の漂白の仕事の職人の息子に生まれた。母方の祖父はクリストフェル・ファン・ジーヘン1世（Christoffel van Sichem: 1546-1626）という版画家であった 。家族はもともとはアントウェルペンに住んでいたが、ミデルブルフに移った後、1590年ころアムステルダムに移ってきていた。父方の叔母は1620年にクリストフェル・ファン・ジーヘン2世（Christoffel van Sichem: 1581–1658）と結婚した。
ルンデンスが13歳の時、姉が画家のアブラハム・ファン・デン・ヘッケン（Abraham van den Hecken: c.1615-1655）と結婚し、ルンデンスは義理の兄から絵を学んだと考えられていて、ルンデンスの初期の作品はファン・デン・ヘッケンの作品とスタイルが近いとされる。1643年4月に結婚しアムステルダムの近郊に住んだ。
1667年にアムステルダムのの市民となり、宿屋の主人やワイン商人としても働いたが、ワイン商人の仕事は1671年には行き詰った。画家としての仕事は1675年ころまで続けたが、フランスのオランダ侵攻（仏蘭戦争）がもたらした不景気のため絵を描くのを止めたと考えられている。1686年にアムステルダムで亡くなった。
150点ほどの絵画を残し、居酒屋で楽しむ人々を描いた風俗画などが多い。床屋医師の治療を受ける患者を描いた作品や1652年のアムステルダム旧市庁舎の火災を描いた作品もある。肖像画も描いた。
フランドルの有名な風俗画家のアドリアーン・ブラウエル（1605-1638)らの模写作品を制作したことで知られ、有名なレンブラント・ファン・レイン（1606-1669）の作品『夜警』の模写はオリジナルが描かれて数年後に、描かれた人物の一人に依頼されて小さいサイズの模写作品（66.5cm×85.5cm、オリジナルの1/5ほどのサイズ ）を制作した。オリジナル作品は1715年に展示場所の都合で幅、高さが切り詰められたのでルンデンスの模写が、制作時の作品の姿を伝えることになった。この作品はロンドンのナショナル・ギャラリーに収蔵されている。

## 作品

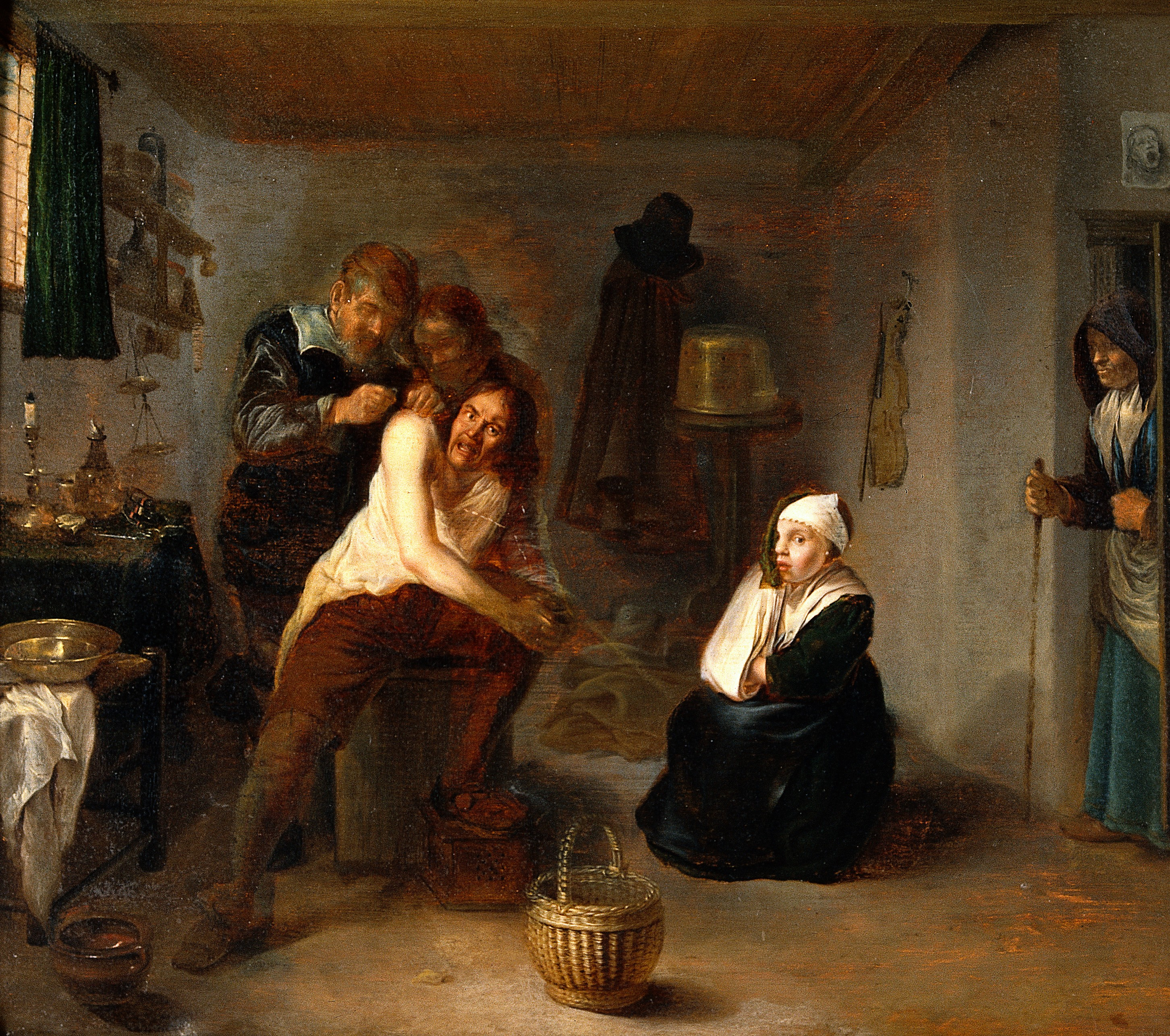
患者を治療する外科医
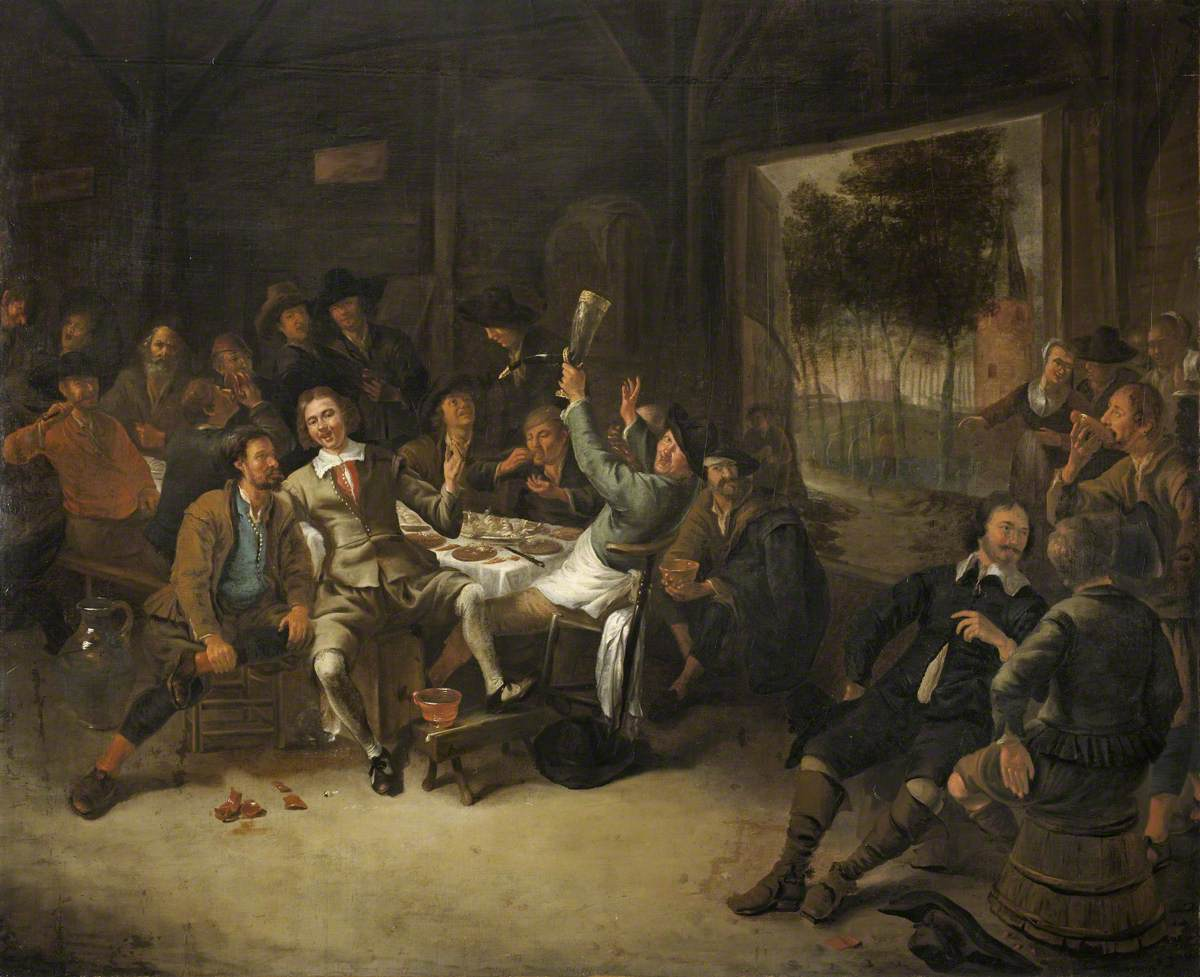
納屋での農民の宴会 ナショナル・トラスト
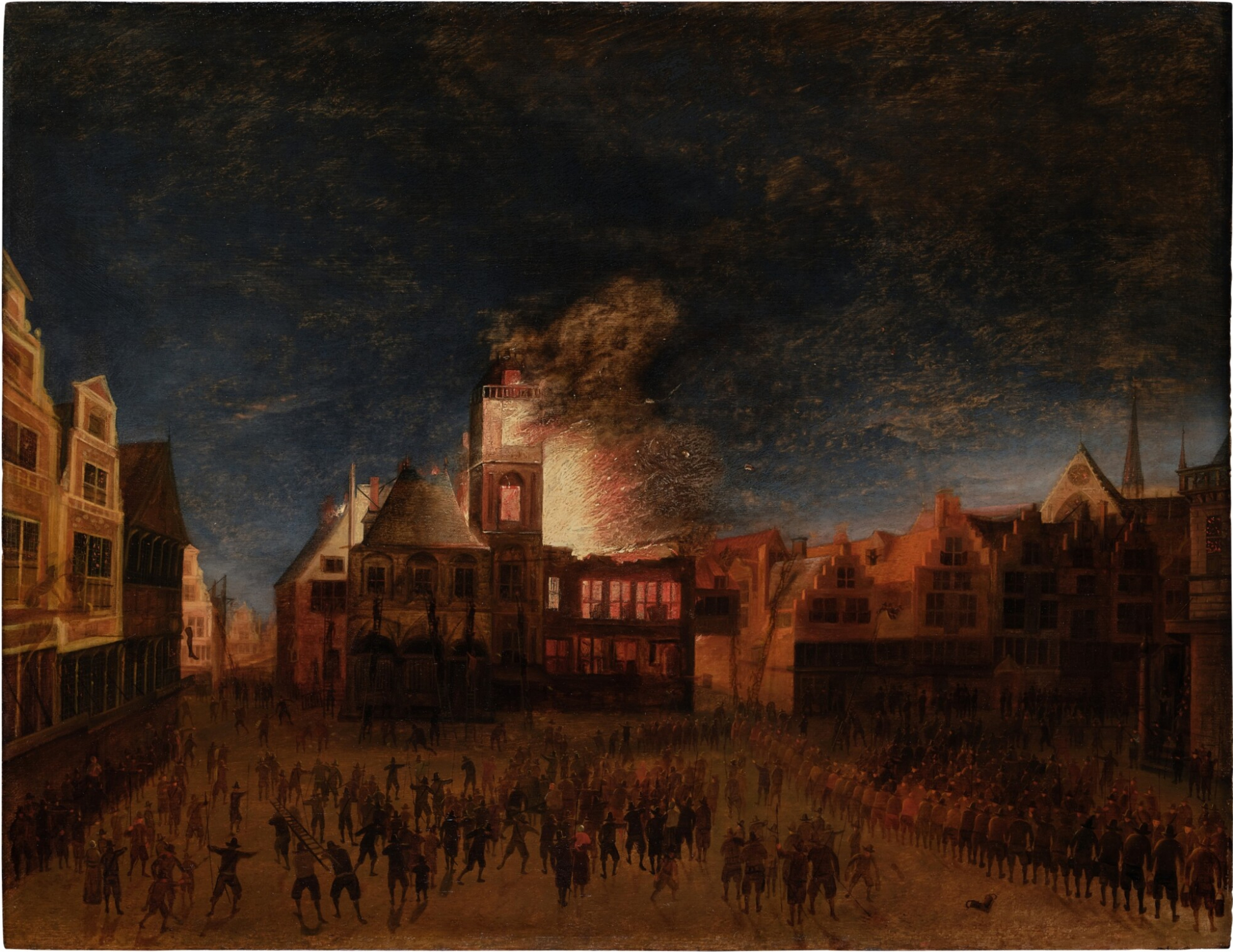
1652年のアムステルダム市庁舎の火災
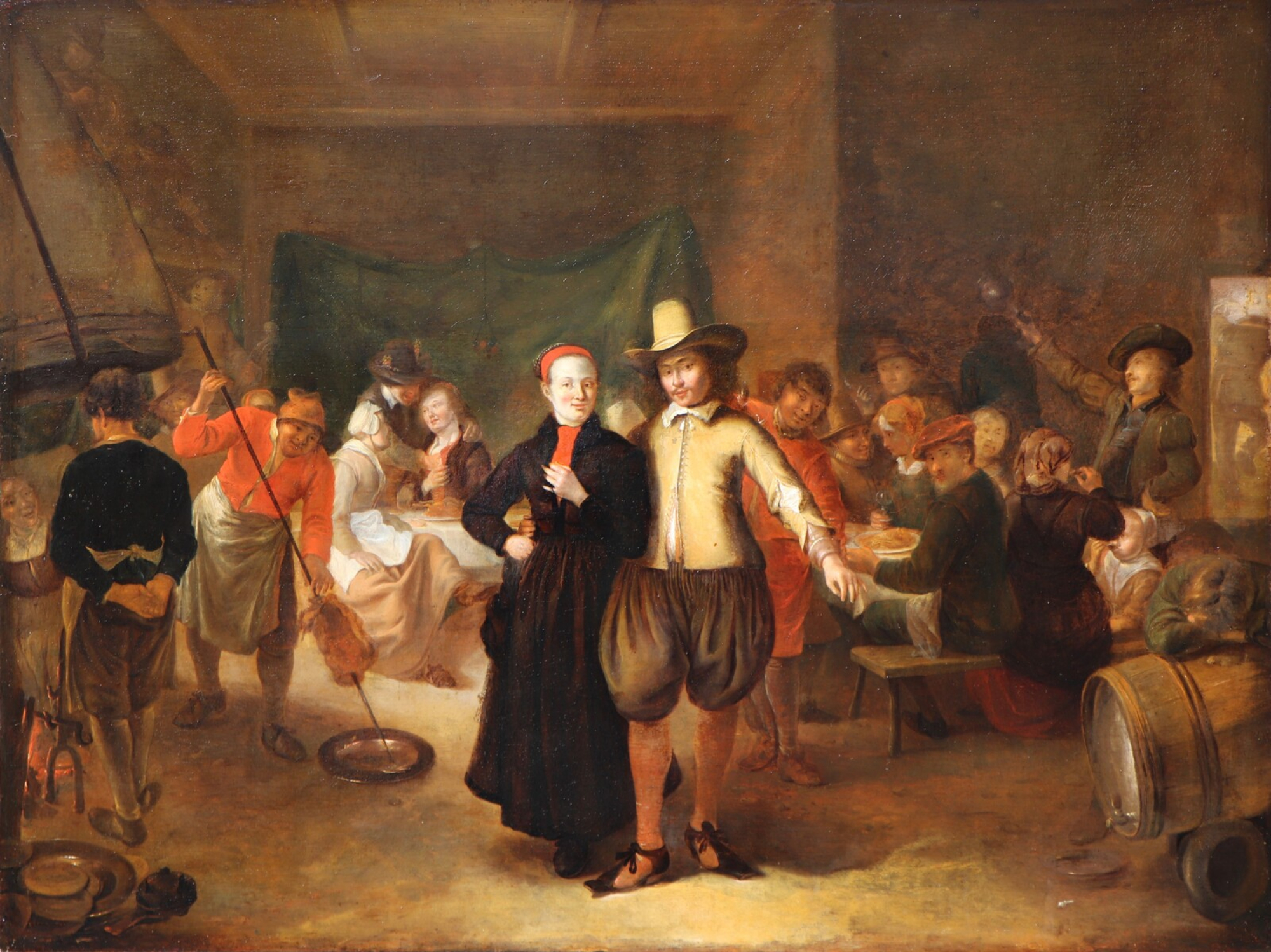
祝宴に参加した優雅なカップル